# Лох серебристый
Лох серебри́стый (лат. Elaeagnus commutata) — древесное растение, вид рода Лох (Elaeagnus) семейства Лоховые (Elaeagnaceae).

## Ботаническое описание
Кустарник высотой 1—4 м, реже небольшое дерево, с сильным корневищем, которое может отходить на 8 м от куста, иногда образует заросли. Ветки колючие, редко или густо покрыты серебристыми чешуйками. Листопадное растение, листья простые, расположены поочерёдно, 2—10 см длиной, овальной или яйцевидно-ланцетной формы, клиновидные у основания, заострённые на конце, с короткими черешками.
Цветки обоеполые или однополые, душистые, желтоватые изнутри, снаружи серебристые. В пазухах листьев располагается от одного до трёх цветков. Околоцветник колокольчатый. Цветение происходит с июня по июль, изредка может повторяться в августе. Плод — сфалерокарпий, шаровидной или яйцевидной формы, небольшого размером (до 1 см), цвета спелой брусники с серебристым оттенком. Плодоносить начинает в возрасте 7—10 лет. Плоды созревают к августу-сентябрю, образуя разную палитру от бурого до чёрного. Вкус плода очень гармоничный, напоминает сладкую бруснику, но едят его редко, так как косточка составляет значительную часть и без того маленького плода.

## Распространение и среда обитания
Распространён в восточной части Северной Америки.
Светолюбивое растение, но может в культуре произрастать в полутени. Лох серебристый — морозостойкое растение, может выдерживать мороз до −40 °C, тем не менее в холодные зимы могут подмерзать побеги.
Лучше всего растёт на суглинистых почвах, может расти на сухих песчаных или каменистых почвах, в том числе подверженных эрозии. Лох серебристый распространён на очень широком диапазоне высот — от 100 до 2500 метров.
Семена лоха серебристого сохраняют всхожесть на протяжении одного — двух лет. Растения могут размножаться корневыми отпрысками.

## Использование человеком
Используется человеком в зелёном строительстве. Хорошо растёт как в одиночных, так и в групповых посадках. Из-за того, что лох серебристый даёт слишком много корневой поросли, он непригоден для использования в качестве живых изгородей.

## Классификация
Вид Лох серебристый относится к роду Лох (Elaeagnus) семейству Лоховые (Elaeagnaceae).
|  |                  |  |                     |                          |                  |  | класс Однодольные | класс Однодольные                                    |                                                      |  |  |  | ещё 9 семейств (согласно Системе APG II) | ещё 9 семейств (согласно Системе APG II) |  |  |  |  | ещё около 30 видов | ещё около 30 видов |
|  |                  |  |                     |                          |                  |  | класс Однодольные | класс Однодольные                                    |                                                      |  |  |  | ещё 9 семейств (согласно Системе APG II) | ещё 9 семейств (согласно Системе APG II) |  |  |  |  | ещё около 30 видов | ещё около 30 видов |
|  |                  |  |                     | отдел Цветковые растения |                  |  |                   |                                                      | порядок Розоцветные                                  |  |  |  |                                          | род Лох                                  |  |  |  |  |                    |                    |
|  |                  |  |                     | отдел Цветковые растения |                  |  |                   |                                                      | порядок Розоцветные                                  |  |  |  |                                          | род Лох                                  |  |  |  |  |                    |                    |
|  | царство Растения |  |                     |                          | класс Двудольные |  |                   |                                                      | семейство Лоховые                                    |  |  |  | вид Лох серебристый                      |                                          |  |  |  |  |                    |                    |
|  | царство Растения |  |                     |                          |                  |  |                   |                                                      |                                                      |  |  |  |                                          |                                          |  |  |  |  |                    |                    |
|  |                  |  | ещё около 21 отдела | ещё около 21 отдела      |                  |  |                   | ещё 36 порядков двудольных (согласно Системе APG II) | ещё 36 порядков двудольных (согласно Системе APG II) |  |  |  | ещё 2 рода                               | ещё 2 рода                               |  |  |  |  |                    |                    |
|  |                  |  |                     | ещё около 21 отдела      |                  |  |                   |                                                      | ещё 36 порядков двудольных (согласно Системе APG II) |  |  |  |                                          | ещё 2 рода                               |  |  |  |  |                    |                    |

### Синонимы
По информации базы данных The Plant List (2013), в синонимику вида входят следующие названия:
- Elaeagnus argentea Pursh
- Elaeagnus argentea Nutt.
- Elaeagnus glabra K.Koch

|                                                                            |  |  |  |
| Слева направо: 1 — листья; 2 — плоды; 3 — листья крупным планом; 4 — ветка |  |  |  |